# Anagyrus brachyclavae
Anagyrus brachyclavae is een vliesvleugelig insect uit de familie Encyrtidae. De wetenschappelijke naam is voor het eerst geldig gepubliceerd in 2001 door Wu & Xu.